# Actinophlebia intermixta
Actinophlebia intermixta là một loài côn trùng trong họ Brongniartiellidae thuộc bộ Neuroptera. Loài này được Scudder miêu tả năm 1885.